# Eduardo Vicente Mirás
Eduardo Vicente Mirás (Buenos Aires, 14 de novembro de 1929 - Rosário, 24 de fevereiro de 2022) foi um sacerdote e arcebispo argentino que serviu como arcebispo de Rosario (1994-2005) e presidente do episcopado argentino (2002-2005).

## Primeiros anos e educação
Dom Eduardo Vicente Mirás concluiu seus estudos primários no Colégio Franciscano da cidade de San Antonio de Pádua. Ingressou no Seminário Metropolitano Imaculada Conceição, em Villa Devoto, em 1941. Em 3 de dezembro de 1949, recebeu a primeira tonsura e entrou no estado clerical na igreja catedral da Santíssima Trindade; em 25 de março de 1950, na Igreja da Imaculada Conceição do Seminário Metropolitano de Villa Devoto, recebeu as duas primeiras ordens menores, e em 3 de dezembro, as outras duas. Um ano depois, recebeu o subdiaconato e por fim o diaconato em 29 de março  e o sacerdócio em 3 de agosto de 1952.

## Sacerdócio
Após a ordenação, Mirás foi nomeado vigário adjunto na paróquia de San José de Flores em 1953 e transferido com o mesmo cargo para a paróquia de Nuestra Señora del Pilar de 1955 a 1963. Obteve seu Doutorado em Teologia pela Faculdade de Teologia de Villa Devoto em 1957. Entre 1958 e 1960 foi vice-conselheiro nacional da AJAC. Foi capelão da comunidade das Filhas da Misericórdia em Villa Devoto de 1963 até 1993.
Foi nomeado professor de Teologia Dogmática na Pontifícia Universidade Católica Argentina Santa María de los Buenos Aires em 1958, cargo que ocupou até dezembro de 1993. Ainda foi diretor do Instituto de Cultura e Extensão Universitária de 1965 a 1970 e secretário acadêmico da universidade de 1968 a março de 1984.
O papa João Paulo II lhe concedeu o título de Prelado de Honra de Sua Santidade em julho de 1980 para integrar a comitiva do Cardeal Paolo Bertoli, enviado especial ao III Congresso Mariano Nacional em Mendoza. Foi membro do Conselho Presbiteral e do Conselho de Consultores por vários períodos e foi Juiz Assistente do Tribunal Eclesiástico Nacional em 1983.

## Episcopado
Em 1º de março de 1984, o Papa João Paulo II o nomeou bispo auxiliar de Buenos Aires e bispo titular de Ambia. O Arcebispo de Buenos Aires, Dom Juan Carlos Cardeal Aramburu, consagrou-o em 27 de abril do mesmo ano na Catedral Metropolitana de Buenos Aires; os co-consagradores foram os bispos auxiliares de Buenos Aires, Arnaldo Clemente Canale e Domingo Salvador Castagna. Escolheu como lema Jesús es el Hijo de Dios (“Jesus é o Filho de Deus”).
Foi nomeado Vigário Episcopal da Zona Devoto entre 1984 e 1990. Na Conferência Episcopal Argentina, foi membro da Equipe Episcopal de Teologia (1984-1985), membro da Comissão para os 500 anos de Evangelização da América e delegado para as Universidades Católicas (1985-1988); presidente da Comissão Episcopal para a Fé e Cultura (1987-1993); membro da Comissão Episcopal de Educação Católica (1994 a 1996); e membro da Comissão Episcopal da Universidade Católica (1987-1990; 1993-1996). Foi nomeado Vigário Geral da Arquidiocese de Buenos Aires em 22 de setembro de 1990, até sua promoção arquiepiscopal. Em 20 de novembro de 1993, o Papa João Paulo II o nomeou Arcebispo de Rosário. Dom Eduardo tomou posse no pátio cívico do Monumento à Bandeira Nacional, em 11 de março de 1994, e recebeu o pálio arquiepiscopal na Basílica de São Pedro das mãos de João Paulo II em 29 de junho.
Foi eleito 2º Vice-Presidente da Conferência Episcopal Argentina para o período 1997-1999; primeiro Vice-Presidente, de novembro de 2000 a 2002; e Presidente da Conferência no período de novembro de 2003 a 2005.
Ao longo do seu governo, Dom Eduardo inaugurou e abençoou a Casa do Clero, o Centro de Espiritualidade e a Igreja Niño Dios em 1995. Presidiu as Assembleias Arquidiocesanas em preparação ao Grande Jubileu de 2000 e participou da XVI Assembleia Especial para a América do Sínodo dos Bispos em 1997. Em 1998, declarou a primeira igreja paroquial de Rosário, hoje basílica e catedral, um “Santuário Mariano Arquidiocesano”; no ano seguinte, inaugurou e abençoou a nova sede arquidiocesana da Ação Católica na Argentina. Participou da X Assembleia Geral Ordinária do Sínodo dos Bispos em 2001. Consagrou o novo altar da Catedral do Rosário em 1º de setembro de 2002. Instituiu a Ordem das Virgens na arquidiocese e admitiu seus dois primeiros membros em 2003. Em dezembro de 2004 foi convidado pela Comunidade Hebraica de Rosário para compartilhar um diálogo inter-religioso e visitou pela primeira vez a sede da Comunidade Islâmica de Rosário; em dezembro de 2005 foi homenageado pela Comunidade Hebraica de Rosário.
Dom Eduardo Vicente apresentou sua renúncia à sede arquiepiscopal de Rosário em 13 de outubro de 2004. O Papa Bento XVI aceitou em 22 de dezembro de 2005 a renúncia de Mirás por motivos de idade. Permaneceu como Administrador apostólico até a posse de seu sucessor, José Luis Mollaghan. Em dezembro de 2006, foi agraciado com o prêmio La Pilarica de Plata, concedido pela Mutualidad Cristã de Ayuda Fraternal Familiar.
O Arcebispo Emérito Mirás continuou a servir na Conferência Episcopal Argentina, como membro das Comissões de Fé e Cultura (2005-2008 e 2014-2020) e das Universidades Católicas (2005-2014).
Eduardo Mirás morreu de pneumonia relacionada à COVID-19 em fevereiro de 2022 no Centro de Saúde de Rosario. Foi velado na catedral metropolitana, em missa presidida por Dom Eduardo Eliseo Martín, Arcebispo de Rosário.